# Winnebachferner
Winnebachferner är en glaciär i Österrike. Den ligger i förbundslandet Tyrolen, i den västra delen av landet. Winnebachferner ligger 3 027 meter över havet.
Glaciären går från Westlicher Seeblaskogel (3 048 meter över havet) norrut.
Trakten runt Winnebachferner består i huvudsak av andra isformationer och kala bergstoppar.